# Shorna Akter
Shorna Akter (bengalisch ঝর্ণা আক্তার, * 1. Januar 2007 in Jamalpur, Bangladesch) ist eine bangladeschische Cricketspielerin die seit 2023 für die bangladeschische Nationalmannschaft spielt.

## Kindheit und Ausbildung
Shorna war Teil des bangladeschischen Teams bei der ICC U19 Women’s T20 World Cup 2023.

## Aktive Karriere
Shorna wurde in den bangladeschischen Kader für den ICC Women’s T20 World Cup 2023 berufen und gab dort gegen Sri Lanka ihr Nationalmannschafts-Debüt. Im Juli gab sie gegen Indien ihr Debüt im WODI-Cricket, jedoch litt sie während des Spiels unter Bauchschmerzen und wurde ins Krankenhaus eingeliefert. Im September erzielte sie beim Spiel um den dritten Platz gegen Pakistan bei den Asienspielen 3 Wickets für 16 Runs und leitete damit den Sieg ein. Gegen Südafrika gelangen ihr in der WTwenty20-Serie im Dezember 2023 5 Wickets für 28 Runs, wofür sie als Spielerin des Spiels ausgezeichnet wurde.